# Niella Tanaro
Niella Tanaro là một đô thị tại tỉnh Cuneo trong vùng Piedmont của Italia, vị trí cách khoảng 70 km về phía nam của Torino và khoảng 30 km về phía đông của Cuneo. Tại thời điểm ngày 31 tháng 12 năm 2004, đô thị này có dân số 1.021 người và diện tích là 15.6 km².
Niella Tanaro giáp các đô thị: Briaglia, Castellino Tanaro, Cigliè, Lesegno, Mondovì, Rocca Cigliè, San Michele Mondovì và Vicoforte.